# Julius Glattfelder

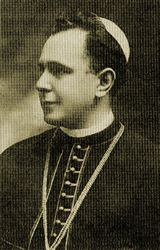

Julius Glattfelder (n. 18 martie 1874, Budapesta – d. 30 august 1943, Szeged) a fost episcop romano-catolic de Cenad, cu sediul la Timișoara.

## Biografie
S-a născut la Budapesta ca fiu al unui industriaș german căsătorit cu o maghiară și a fost crescut de o doică care vorbea numai limba germană.
În 1896 a fost hirotonit preot, iar un an mai târziu a devenit doctor în teologie.
La 8 mai 1911 a fost numit episcop de Cenad, iar instalarea sa în funcție a avut loc în data de 28 mai 1911 în Domul din Timișoara. La data numirii, dr. Julius Glattfelder de Mór, în vârstă de doar 37 de ani, era profesor de omiletică și prefect de studii la Seminarul Teologic Central din Budapesta.
La 5 noiembrie 1913 a pus piatra de temelie a seminarului teologic din Timișoara, instituție care și-a început activitatea la 5 octombrie 1914, cu 60 de elevi.
La sfârșitul Primului Război Mondial și ca efect al Tratatului de Pace de la Trianon din 1920 a avut loc și împărțirea teritoriului vechii Dieceze de Cenad în trei părți diferite. Astfel, 33 de parohii și orașul Szeged au rămas în Ungaria, unde din 1923 s-a aflat de aici înainte și episcopul de Cenad. O a doua parte a teritoriului diecezan a revenit Regatului Sârbilor, Croaților și Slovenilor, cu 64 de parohii, având centrul la Becicherecul Mare (azi Zrenjanin). Cea mai mare parte a teritoriului vechii dieceze a revenit Regatului României, teritoriu numărând 163 de parohii cu centrul la Timișoara. La 17 februarie 1923, partea vechii Dieceze de Cenad de pe teritoriul României a fost organizată într-o administratură apostolică cu sediul la Timișoara, canonicul Augustin Pacha devenind de la această dată administrator apostolic. Tot în acest an, ultimul episcop de Cenad, Julius Glattfelder, a părăsit definitiv Timișoara, deoarece într-o scrisoare pastorală din 1922 a criticat în mod aspru discriminările prevăzute de reforma agrară preconizată de guvernul de la București. Deoarece Julius Glattfelder a ezitat să jure credință statului român și să renunțe la cetățenia maghiară în favoarea celei române, a fost expulzat în Ungaria.
Julius Glattfelder s-a instalat cu aprobarea papei Pius al XI-lea la Szeged, unde a mai activat 20 de ani ca episcop al părții din dieceză rămasă în Ungaria, redenumită în Dieceza de Seghedin-Cenad.
A fost înmormântat într-o criptă a catedralei din Szeged.